# Recorte (computación gráfica)
En computación gráfica,  Recorte, (en inglés clipping) es un método de habilitar o deshabilitar selectivamente operaciones de renderización dentro de una región de interés definida.  Matemáticamente, el recorte puede ser descrito utilizando la terminología de geometría constructiva.  Un algoritmo de renderización solo dibuja píxeles en la intersección entre la región de recorte y el modelo de la escena.  Las líneas y superficies ubicadas fuera del área de visualización son eliminadas.
Por extensión, en el campo de videojuegos, el recorte es un problema gráfico que consiste hacer aparecer, desaparecer o modificar objetos de una escena en la pantalla, dando como resultado una reducción del tiempo de cálculo.

Tronco de vista. Aunque solo las partes superior, derecha y cercana del tronco están etiquetadas, las partes izquierda, inferior y lejana pueden inferirse en los lados opuestos, respectivamente.

Otro aspecto de recorte se presenta en el cálculo de escenas tridimensionales. De hecho una escena en 3D se visualiza en 2D a través de una transformación de proyección geométrica con la que se define un plano de corte en el que se realiza la proyección (plano cercano), y un plano de corte a partir del cual los objetos ya no se representan (plano lejano). Como consecuencia, si el plan es demasiado cercano, se ve claramente aparecer los objetos al desplazarse hacia adelante, y desaparecer al moverse hacia atrás. Una técnica para superar este problema es el uso de niebla (ampliamente utilizado en los antiguos juegos en 3D para compensar la baja potencia de cálculo de las máquinas de la época).

## Algoritmos
- Algoritmos de recorte:
  - Cohen–Sutherland
  - Liang–Barsky
  - Recorte–rápido
  - Cyrus–Beck
  - Nicholl–Lee–Nicholl
  - Skala
  - Algoritmo O(lg N)
- Algoritmos de recorte de polígonos:
  - Greiner-Hormann
  - Sutherland–Hodgman
  - Weiler–Atherton
  - Vatti
- Métodos de renderización:
  - Algoritmo del pintor